# Nas
Nasir Jones (Brooklyn, New York, 14. rujna 1973.), bolje poznat kao Nas, američki je reper.

## Životopis
Rođen je u Brooklynu, ali je odrastao na ulicama Queensbridgea. Najveću slavu je postigao s albumom Illmatic 1994. Ime "Nasir" na arapskome znači "spasitelj i pomoćnik", to ime mu je dodijelila majka Fannie Ann Jones. U dobi od pet godina se preselio s obitelji u Queensbrdge, New York. Karijeru je započeo kao tinejdžer kad je upoznao Ill Willa koji mu je postao DJ. U sredini 1992. je potpisao ugovor s Columbia Records, iste godine je objavio svoju prvu samostalnu službenu pjesmu zvanu "Halftime" koja je na soundtracku filma Zebrahead.
2001. se posvađao s reperom Jay Z-jem. Svađa je trajala sve do 2005. To je najveća svađa u povjesti hip-hopa od svađe između Zapadne i Istočne obale.
2005. se oženio za poznatu R&B pjevačicu Kelis, te joj je posvetio tetovažu na ruci.
Nigger je njegov drugi samostalni album pod okriljem producentske kuće Def Jam, te deveti Nasov studijki album. Original naziv je trebao biti Nigga ili Nigger, ali je promijenjen u Untitled (neimenovan) iako je zadobio mnoge loše kritike. Naziv je dobio potporu mnogih poznatih glazbenika kao na primjer Jay Z-a, LL Coll J-a, Snoop Dogga, Ice Cubea, Akona i mnogih drugih. Izlazak na tržište je najavljen 29. svibnja 2009.

## Diskografija
- Illmatic (1994.)
- It Was Written (1996.)
- I Am... (1999.)
- Nastradamus (1999.)
- Stillmatic (2001.)
- God's Son (2002.)
- Street's Disciple (2004.)
- Hip Hop Is Dead (2006.)
- Untitled (2008.)
- Life is Good     (2012.)
- Nasir        (2018.)

## Filmografija
| Film/Televizija | Film/Televizija | Film/Televizija       | Film/Televizija |
| Godina          | Film            | Uloga                 |                 |
| --------------- | --------------- | --------------------- | --------------- |
| 1998.           | Belly           | Sincere               |                 |
| 1999.           | In Too Deep     | Drug dealer           |                 |
| 2001.           | Ticker          | Det. Art "Fuzzy" Rice |                 |
| 2002.           | John Q          | On sam                |                 |
| 2003.           | Uptown Girls    | Celebrity             |                 |
| 2009.           | Vapors          | Kool G Rap            |                 |
| 2010.           | Hawaii Five-0   | Gordon Smith          |                 |

## Vanjske poveznice
- Službena stranica
- Nas na Internet Movie Databaseu
- Nas na Allmusicu
- Nas  Arhivirana inačica izvorne stranice od 29. lipnja 2012. (Wayback Machine) na MTV